# Kendall (Contea di Monroe, Wisconsin)
Kendall è un villaggio degli Stati Uniti d'America, situato in Wisconsin, nella contea di Monroe.